# 493 (tal)
493 är det naturliga talet som följer 492 och som följs av 494.

## Inom vetenskapen
- 493 Griseldis, en asteroid.

## Inom matematiken
- 493 är ett udda tal.
- 493 är ett sammansatt tal.
- 493 är ett semiprimtal.[1]
- 493 är ett palindromtal i det kvarternära talsystemet.